# Grafensteiner See
Das Naturschutzgebiet Grafensteiner See liegt auf dem Gebiet der Stadt Steinfurt im Kreis Steinfurt in Nordrhein-Westfalen. Das Gebiet erstreckt sich nordöstlich der Kernstadt Steinfurt. Westlich verläuft die Landesstraße L 578 und nordöstlich die L 583. Nordöstlich erstreckt sich das 341,7 ha große Naturschutzgebiet (NSG) Emsdettener Venn und südlich das 98,02 ha große NSG Borghorster Venn.

## Bedeutung
Für Steinfurt ist seit 1991 ein 25,675 ha großes Gebiet unter der Kenn-Nummer ST-080 als Naturschutzgebiet ausgewiesen. Das Gebiet wurde unter Schutz gestellt zur Erhaltung, Förderung und Wiederherstellung von Lebensgemeinschaften und Lebensstätten, insbesondere von Pflanzen und Pflanzengesellschaften des offenen Wassers und des feuchten Grünlandes sowie von seltenen und z. T. stark gefährdeten landschaftsraumtypischen Pflanzen- und Tierarten, u. a. von seltenen, zum Teil gefährdeten Wat- und Wiesenvögeln, Amphibien und Wirbellosen.